# Даша Дрндић
Даша Дрндић (Загреб, 10. август 1946 — Ријека, 5. јун 2018) била је хрватски писац, преводилац и универзитетски професор. Њена дела су преведена на енглески, француски, холандски, мађарски, пољски, словачки и словеначки.

## Биографија
Рођена је у Загребу, у породици хрватског националног борца, новинара и дипломате Љубомира Дрндића  који је дипломирао у Сплиту. Мајка Тимеа је из Сплита. Деда Едо Дрндић емигрирао је 1921. године из Истре припојене Италији и отишао у Хрватску, у Сплит. Деда Вјекослав Ожеговић био је анархиста, власуљар у позоришту и 1920. благајник „Хајдука“. Бака Анка у Сплиту имала је кројачки салон са четрнаест радника. Њен ујак Бранко Ожеговић био је дугогодишњи новинар Слободне Далмације. Дашин брат Гојко „Кенеди“ играо је ватерполо у јуниорима Јадрана и ПОШК-а. 
У Београду је живела од 1953. године. Студирала је енглески језик и књижевност на Филолошком факултету у Београду. Магистрирала је драматургију на Америчком универзитету у Јужном Илиноису, где је боравила као стипендиста Фулбригхт 1971. Такође је студирала на Универзитету Case Western Reserve у Кливленду. Радила је као књижевни преводилац, професор енглеског језика, драматург (трећи програм Радио Београда) и уредник телевизијског драмског програма. Ауторка је низа радио-драма. 
Почетком деведесетих напустила је Београд и преселила се у Ријеку. Од 1995. до 1997. године боравила је у Канади. Докторирала је на Филозофском факултету у Ријеци, где је предавала британску књижевност и креативно писање на катедри за енглески језик од 1999. до пензионисања 2011. Била је чланица Удружења хрватских књижевника и хрватског ПЕН-а.  Кћерка Маша Дрндић дипломирала је графику на Академији примењених уметности у Ријеци и постдипломске студије филмске камере студирала у Естонији у Талину. 
Њен енглески превод романа Sonnenschein привукао је пажњу међународне публике и књижевне критике. Документарни роман говори о прећутаним темама Другог светског рата. Представљен је на Лондонској недељи јеврејске књиге. Енглески превод се зове „Трст“. У Енглеској је добио независну награду за најбољу страну белетристику по избору читаоца за 2013. годину. Претходно је освојио награду "Фран Галовић" и "Киклоп" за прозно дело године (2007).  У прегледу романа, New York Times примећује да је то „дело високе европске културе“, саткано од чињеничних и измишљених радњи, написано достојанствено и лишено сваке сентименталности. Између осталог, критичар наводи да „Дрндић не пише да би забављала или подучавала (...), већ да сведочи“. 
Роман "Беладона" британски "Гардијан" уврстио је на листу најбољих нових европских романа који ће бити преведени на енглески језик.  У марту 2018. године роман је ушао у финале Књижевне награде EBRD-а, коју додељује Европска банка за обнову и развој са седиштем у Лондону, у сарадњи са Британским саветом и Лондонским сајмом књига, „надмашујући“ романе најеминентнијих писаца данашњице, попут нобеловца Орхана Памука и „букера“ Исмаила Кадареа, који су такође били у конкуренцији. 
Умрла је у Ријеци услед болести.   У читуљи "Гардијан" цитира реченицу из њеног најновијег романа „ЕЕГ“: „Историја памти имена злочинаца, док се имена жртава заборављају“. 

## Дела

#### Проза
- Пут до суботе, 1982.
- Камен с неба, 1984.
- Марија Częstohowska још увјек рони сузе или Умирање у Торонту, 1997.
- Canzone di guerra, 1998.
- Totenwande, 2000.
- Doppelgänger, 2002.[12]
- Leica format, 2003.
- Sonnenschein, 2007.
- Април у Берлину, 2009.
- Belladonna, 2012.[13]
- EEG, 2016. [14]

#### Радио драме
- Пупи
- Артур и Исабела
- Изгубљени у обећаној земљи
- Црква у Хрватској
- Дјеца нашег доба
- О пољским Жидовима
- Субота
- Богиње
- Мате Балота (документарна)
- Бића ноћи (документарно-драмска дечја радио емисија, с Војиславом Донићем)
- Мали дани
- Зов јаребица (документарна, о суђењу Владимиру Гортану)
- Земљо моја (документарна, учесница Prix Italia 1980.)
- Истарска почетница (документарна)
- Са старих фотографија
- И дјеца умиру
- У име оца
- Болница (документарна)
- Изгубљени и нађени (документарна)
- Ћуприја на Дрини (документарна, са Зораном Поповићем)
- Мужеви Lile Weiss, III програм Хрватског радија, 2005.
- Oh, Happy Day, радио-игра, емитована на III. програму ХРТ-a, 19. 3. 2007.[15][4]

## Награде
- 2014 - "Прозарт", међународна књижевна награда
- 2013 - Награда "Киклоп" за прозно дело године, за роман Belladonna
- 2007 - Награда "Киклоп" за прозно дело године, за роман Sonnenschein
- 2007 - Награда "Фран Галовић" за роман Sonnenschein
- Прва награда на конкурсу Радио Београда, за радио драму У име оца
- Друга награда на конкурсу Радио Загреба, радио драма Мали дани
- Друга награда на конкурсу Радио Београда, за радио драму Бегонија
- 1989 - "Федор", награда Савеза слепих Југославије, за радио драму Изгубљено и нађено